# Salpis desolata
Salpis desolata är en fjärilsart som beskrevs av Otto Staudinger 1898. Salpis desolata ingår i släktet Salpis och familjen mätare. Inga underarter finns listade.